# Jozafat Ołeh Howera
Jozafat Ołeh Howera (ur. 12 września 1967 w Iwano-Frankiwsku) – biskup, egzarcha Łucka od 2008, pierwszy wołyński egzarcha Kościoła katolickiego obrządku bizantyjsko-ukraińskiego, zwanego także Ukraińskim Kościołem Greckokatolickim. 

## Życiorys
Kształcił się w seminarium podziemnym i 30 maja 1990 otrzymał święcenia kapłańskie. Od 1996 do 1999 studiował na Katolickim Uniwersytecie Lubelskim. Następnie był wicerektorem Wyższego Seminarium Duchownego im. Josyfa Slipyja. W latach 2004–2007 studiował w Papieskim Instytucie Wschodnim w Rzymie, gdzie zdobył licencjat z teologii pastoralnej. Wykonywał obowiązki rektora Wyższego Seminarium Duchownego im. Josyfa Slipyja. 
15 stycznia 2008 mianowany pierwszym egzarchą łuckim. Chirotonia (sakra) biskupia miała miejsce 7 kwietnia 2008 w Tarnopolu. Ingres odbył się w Łucku 12 kwietnia 2008.
Jego rodzony brat to Wasyl Howera, którego to 1 czerwca 2019 papież Franciszek mianował go administratorem apostolskim dla wiernych Kościoła katolickiego obrządku bizantyjsko-ukraińskiego, zwanego także Ukraińskim Kościołem Greckokatolickim w Kazachstanie i krajach Azji Środkowej.

## Literatura
- Michał Kowaluk, „Nowy egzarchat UKGK. Krok do odnowienia eparchii greckokatolickiej w Łucku”, [w:] „Wołanie z Wołynia” nr 1 (80) ze stycznia-lutego 2008 r., s. 3-4;
- Michał Kowaluk, „Sakra biskupia pierwszego egzarchy wołyńskiego UKGK”, [w:] „Wołanie z Wołynia” nr 2 (81) z marca-kwietnia 2008 r., s. 5-6.